# 科學素養
科學素養（英語：scientific literacy）通常被解釋為了解科學所確立的基本事實，但該概念實際上包含更多內容。在對於科學事實的基本認識之外，當代對於科學素養的定義擴張至包含理解科學過程和實踐方法、對於科學和科學家工作方式的熟悉、衡量評估科學產物的能力、對於科學價值的公民決定的參與能力等。科學素養對個人、社群和社會的健康和福祉都被認為有積極影響。
科學素養一詞在大多應用中常見的三個方面包括：內容知識（英語：content knowledge，如有關基本事實、概念、詞彙的知識）、對於科學實踐的理解（如對於假說、機率/風險、因果關係與相關等的發展與檢驗），以及對科學作為社會過程（英語：social process，如專業知識的評量標準、同儕審查的角色、被接受發現的累積、討論和批評場合的存在、研究資金來源的本質和利益衝突等）的理解；該詞彙也包括四個其他方面：基礎讀寫能力（英語：foundational literacy，包括流利使用單字、語言、數字和數學所需的技能，以能夠建構意義的方式處理資訊；它是科學素養發展的必要條件，但不是充分條件）、認識論知識（英語：epistemic knowledge）、識別和判斷科學專業知識（英語：scientific expertise），以及心智的傾向（英語：dispositions）和習慣（英語：habits）。不同的方面的重要程度，視所在情境的脈絡而定。
雖然科學素養在傳統上被認為是個人的責任，但因個人身處社群之中，社群又位在社會之中，個人的科學素養受其所在環境限制或增強。缺乏科学素养或没有科学精神的人则通常被形容为科學文盲（簡稱作科盲）。

## 定義
根據美國國家教育統計中心的說法，科學素養是有關科學概念、科學過程的知識與理解，用做個人的決策、參與公民、文化事務與經濟生產。一個有科學素養的人有能力:
- 理解實驗、推理還有一些基本科學事實與其意義。
- 探問、發現與選取有關生活中遭遇到的困惑的答案。
- 描述、解釋、預測自然現象
- 閱讀、理解一般出版的科學文章，並就其結論的有效性參與社會對話。
- 區辨國家與地區性決策的科學議題，並表達其科學與技術上訊息通達的立場。
- 藉由資訊的來源與方法來評估科學資訊的品質。
- 建立與評價有證據基礎的論證，並恰當地運用結論。

## 歷史
美國科學教育改革始於1957年來自史潑尼克計畫的軍事挑戰與1980年代日本經濟的繁榮。而科學素養一詞意味著每個人都需要某些用得到的科學知識與知道這些知識在社會中扮演的角色。
科學素養被視為一種人行社會生活的基本權利。科學素養可以幫助一般人做更好的決策與豐富他們的生活。
這樣的轉向在1980年代至90年代早期轉為「給全美國人的科學」、「科學素養的基準」。

## 媒體中的科學素養
媒體常被用來做為傳遞科學新聞的工具，科學新聞中會包含許多的科學詞彙與概念 因此大眾接觸、理解媒體中的科學詞彙與概念便能增加科學素養。
Rundgren et al.（2012） 所提出的媒體中的科學素養（Scientific Literacy in Media, SLiM）研究，將其定義為「理解新聞媒體中常出現之科學詞彙」之能力，其研究根據九年一貫自然與生活科技教科書的書末索引所列的重要科學名詞，約3657個詞彙，利用文字探勘技術，比對聯合報新聞報導中出現頻率較高之科學詞彙，從而建構出詞彙網路，篩選出95個科學主要詞彙以及其共現詞，最後以視覺化方式呈現如圖。
統計顯示經常出現在報紙上的科學詞彙：
1. 地球
2. 太陽
3. 體積
4. 重量
5. 電池
6. 結構
7. 生態
8. 眼睛
9. 地震
10. 颱風
11. 洪水
12. 天氣
13. 鋒面
14. 大陸冷氣團
15. 溫度
16. 氣溫
17. 氣候
18. 能源
19. 石油
20. 食品
21. 頻率
22. 電源
23. 原理
24. 空氣
25. 濃度
26. 細菌
27. 病毒
28. 實驗室
29. 細胞
30. 基因
31. 生物科技
32. 氧化
33. 分子
34. 金屬
35. 物質
36. 神經
37. 脂肪
38. 熱量
39. 心臟
40. 血液
41. 血壓
42. 血管
43. 血糖
44. 糖尿病